# Iohimbe
Iohimbe (Pausinystalia johimbe) és una espècie d'arbre nativa d'Àfrica occidental: Sud-est de Nigèria, Camerun, Zaire i Gabon. La seva escorça es fa servir en el culturisme com a suplement nutricional i com potenciador de l'activitat sexual masculina. Pausinystalia johimbe és un arbre gros de creixement ràpid però de poc diàmetre (50 cm). Pot arribar a fer 30 m d'alt. La seva escorça es desprèn fàcilment. La fil·lotàxia de les fulles és oposada i les fulles són obovals, fan de 15-25 cm de llarg. Les flors són petites i tubulars de color blanc o groc. Les llavors són alades i es troben dins de càpsules petites.
L'escorça conté alcaloides indòlics del tipus iohimban. El producte químic (alcaloide) iohimbina (en anglès: johimbine), s'està estudiant en el tractament de la disfunció sexual. El iohimbé pot interferir amb certs medicaments per al tractament de la depressió clínica, la pressió alta de la sang i els nivells alts de sucre de la sang.